# 우치다 히후요
우치다 히후요(일본어: 内田 一二四)는 일본의 전직 축구 선수로 포지션은 공격수였다.

## 국가대표팀 경력
간세이 가쿠인 대학에 재학 중이던 1925년 극동 경기 대회에 일본 국가대표팀의 일원으로 참가하여 5월 17일 홈팀 필리핀과의 1차전에서 데뷔전을 치른 뒤 대만과의 2차전에도 출전했지만 팀은 2전 전패·무득점·6실점의 처참한 성적만을 남겼다.

## 통계
| 일본 | 일본 | 일본 |
| 연도 | 출전 | 득점 |
| ---- | ---- | ---- |
| 1925 | 2    | 0    |
| 통산 | 2    | 0    |